# Tempête tropicale Henri (2003)
Pour les articles homonymes, voir Cyclone tropical Henri.
La tempête tropicale Henri est le douzième phénomène cyclonique de la saison 2003. C'est la 3e utilisation du nom Henri pour un cyclone tropical du bassin de l'Atlantique Nord, après 1979 et 1985.

## Évolution météorologique
Henri s'est formé à partir d'une onde tropicale dans le Golfe du Mexique, le 5 septembre. Sous l'influence d'un creux barométrique d'altitude, la tempête s'est dirigée vers l'est. Malgré un fort cisaillement des vents avec l'altitude, les vents ont rapidement atteint 95 km/h et la pression 997 hPa. Mais les vents sont retombés de 50 km/h avant que la tempête tropicale ne touche terre près de Clearwater, Floride. Elle se dissipa le 9 septembre au large de la côte de la Caroline du Nord en raison du cisaillement important des vents. Le cyclone extratropical restant se déplaça vers le nord et revint vers la terre le 12 septembre. 

## Bilan
Henri occasionna jusqu’à 250 mm de pluie en Floride, sans dommages importants. Ses restes ont cependant causé des inondations sur la côte du centre-est des États-Unis en donnant des quantités semblables. Au Delaware, 194 maisons furent endommagées car les pluies ont fait déborder plusieurs rivières, dont la rivière Red Clay Creek. Les dégâts ont été évalués à 19,5 millions $US (de 2003), mais aucune victime n'est à déplorer.